# Rute
Rute község Spanyolországban, Córdoba tartományban. Rute Lucena, Cabra, Carcabuey, Priego de Córdoba, Iznájar, Cuevas de San Marcos és Encinas Reales községekkel határos. Lakosainak száma 9765 fő (2024).

## Nevezetességek
A település mellett található középkori műemlék a Torre del Canuto nevű torony: ennek ábrázolása még a község címerében is megjelenik.

## Népesség
A település népessége az elmúlt években az alábbi módon változott:
| Lakosok száma | 9862 | 9960 | 10 309 | 10 559 | 10 594 | 10 387 | 10 042 | 9845 | 9835 | 9765 |
|               | 2001 | 2004 | 2006   | 2009   | 2011   | 2014   | 2016   | 2019 | 2021 | 2024 |